# Hartwig Bertrams
Hartwig Bertrams (* 20. August 1948 in Leichlingen) ist ein ehemaliger deutscher Automobilrennfahrer.

## Karriere
Hartwig Bertrams startete seine Rennfahrerlaufbahn Ende der 1960er Jahre mit Alfa-Romeo-Rennwagen im Tourenwagen-Motorsport. Von 1972 bis 1975 startete er in der Tourenwagen-Europameisterschaft. Zunächst fuhr er zwei Jahre einen Alfa Romeo 1300 GTA Junior. Danach fuhr er einen Porsche 911 Carrera RSR 3.0 zusammen mit Gijs van Lennep beim Rennen in Zandvoort auf den 2. Platz und dem gleichzeitigen Sieg der GT-Klasse. 1975 startete er in der Rennserie nur einmal mit Thomas Betzler und Siegfried Müller in einem BMW 3.0 CSL beim 6-Stunden-Rennen am Nürburgring und belegte den 3. Rang und der Gesamtwertung.
1974 fuhr er in der Deutschen Automobil-Rundstrecken-Pokal (DARM) und konnte beim Flugplatzrennen in Sembach in der GT-Klasse seinen ersten Gesamtsieg feiern. Im selben Jahr stieg er auch in der Deutschen Rennsport-Meisterschaft (DRM) ein. Dort fuhr er zwei mit einem Porsche 911 Carrera RSR 3.0 und ab 1976 mit einem Porsche 934. Seine besten Ergebnisse erreichte er 1974 und 1976 jeweils mit dem 13. Platz in der DRM-Saisonwertung.
1974 bis 1976 fuhr Bertrams zunächst mit einem 911 Carrera RSR und ab 1976 mit einem Porsche 934 in der Europameisterschaft für GT-Fahrzeuge. In dieser Rennserie erreichte er 1975 mit dem Titelgewinn seinen größten Motorsporterfolg.
Bertrams fuhr ab 1974 auch Langstreckenrennen in der Sportwagen-Weltmeisterschaft. Zunächst startete er als Privatrennfahrer mit Fahrerkollegen wie Günter Steckkönig, Bengt Ekberg und John Fitzpatrick bei den 1000-km-Rennen auf dem Nürburgring, Zeltweg und Le Castellet. 1975 bestritt er mit dem Tebernum-Porsche-Racing-Team von Georg Loos eine komplette Saison der Markenweltmeisterschaft und errang mit den Teamfahrern Clemens Schickentanz und Reine Wisell mehrere Platzierungen unter den besten Zehn. Im darauf folgenden Jahr fuhr er mit Gijs van Lennep beim 1000-km-Rennen auf dem Nürburgring auf einem Porsche 934/5 sein letztes Rennen in der Sportwagen-Weltmeisterschaft, das beide mit dem 5. Platz beendeten.
Beim 24-Stunden-Rennen von Le Mans war er 1975 und 1976 am Start. Im ersten Jahr mussten er und Clemens Schickentanz das Rennen wegen Motorschaden beim Carrera RSR vorzeitig aufgeben. 1976 erreichte er mit Heinz Martin und Egon Evertz einen 9. Rang in der Gesamtwertung und den 3. Platz der Gruppe 5.

## Statistik

### Le-Mans-Ergebnisse
| Jahr | Team           | Fahrzeug                | Teamkollege          | Teamkollege | Platzierung | Ausfallgrund |
| ---- | -------------- | ----------------------- | -------------------- | ----------- | ----------- | ------------ |
| 1975 | Joest Racing   | Porsche 911 Carrera RSR | Clemens Schickentanz |             | Ausfall     | Motorschaden |
| 1976 | Egon Evertz KG | Porsche 911 Carrera RSR | Heinz Martin         | Egon Evertz | Rang 9      |              |

### Einzelergebnisse in der Sportwagen-Weltmeisterschaft
| Saison | Team             | Rennwagen           | 1   | 2   | 3   | 4   | 5   | 6   | 7   | 8   | 9   | 10  | 11  | 12  | 13  | 14  |
| ------ | ---------------- | ------------------- | --- | --- | --- | --- | --- | --- | --- | --- | --- | --- | --- | --- | --- | --- |
| 1974   | Hartwig Bertrams | Porsche 911 Carrera | MON | SPA | NÜR | IMO | LEM | ZEL | WAT | LEC | BRH | KYA |     |     |     |     |
| 1974   | Hartwig Bertrams | Porsche 911 Carrera |     |     | 23  |     |     | 13  |     |     |     |     |     |     |     |     |
| 1975   | Tebernum Porsche | Porsche 911 Carrera | DAY | MUG | DIJ | MON | SPA | PER | NÜR | ZEL | WAT |     |     |     |     |     |
| 1975   | Tebernum Porsche | Porsche 911 Carrera |     | 10  | 7   | 9   | 6   | 4   | 14  |     |     |     |     |     |     |     |
| 1976   | Kannacher GT     | Porsche 934         | MUG | VAL | NÜR | MON | SIL | IMO | NÜR | ZEL | PER | WAT | MOS | DIJ | DIJ | SAL |
| 1976   | Kannacher GT     | Porsche 934         |     |     |     | 5   |     |     |     |     |     |     |     |     |     |     |